# Neufmoulin
Neufmoulin település Franciaországban, Somme megyében. Lakosainak száma 363 fő (2022. január 1.). Neufmoulin Caours, Millencourt-en-Ponthieu, Saint-Riquier és Vauchelles-les-Quesnoy községekkel határos.

## Népesség
A település népességének változása:
| Lakosok száma | 364  | 364  | 369  | 361  | 359  | 359  | 359  | 357  | 363  |
|               | 2013 | 2015 | 2016 | 2017 | 2018 | 2019 | 2020 | 2021 | 2022 |